# Рождественно (Ивановская область)
Рожде́ственно — деревня Новоусадебского сельского поселения Комсомольского района Ивановской области Российской Федерации.

## История
Точная дата основания деревни пока неизвестна. Документ Российского государственного архива древних актов (РГАДА), архивного фонда № 1354 - "Алфавит дач Генерального межевания по Суздальскому уезду", показывает существование "деревни Рождествиной" в 1794 г. 
Согласно  документам за период 1841-1850 гг., хранящимся в Государственном архиве Ивановской области (ГАИО) – «Метрические книги, данные из Шуйского духовного правления Суздальской округи, села Светикова в одно-приходскую Тихвинскую церковь  для записи родившихся, браком сочетавшихся и умерших» [ГАИО. Ф.321. Оп.1. Д.42],  – жители деревни Рождествиной показаны прихожанами этой церкви, что также, свидетельствует о существовании деревни в конце XVIII в.. 
По сведениям Центрального статистического комитета 1859 года, опубликованным в 1863 году: «Владимирской губернии, Суздальского уезда, II-го стана, Рождествино — деревня казённая. При колодцах; расстояние в верстах от уездного центра — г. Суздаля 69, от становой квартиры 19; число дворов 36; число жителей 142 чел., в т.ч. муж.пола 62, жен.пола 84.».
Православные жители деревни являлись прихожанами церкви храма Тихвинской иконы Божией Матери и церкви Богоявления Господня, находящихся в близко расположенном к деревне старинном селе Светикове. Церковь в с. Светикове была закрыта в 1940 году; ныне храмовый комплекс в полуразрушенном состоянии.

## Население
| 1859 | 1905 | 2010 |
| ---- | ---- | ---- |
| 146  | ↗254 | ↘68  |